# Cinepak
Cinepak je ztrátový video kodek z roku 1991 s FourCC kódem .CVIK. Byl vytvořen v divizi SuperMac Peter Barrettem a zabudován do multimediálního rozhraní QuickTime ve kterém, je stále podporován. Později byl přidán i do Video for Windows, kde už však dnes soubory nelze přehrát. Využíván byl i na herních konzolích, a to zejména na konzoli Sega Saturn a Sega 32X. V dnešní době už je nahrazen daleko výkonnějšími kodeky, jako jsou například MPEG-4 part 2 nebo H.264.

## Komprese a dekomprese
Cinepak využívá ke kompresi vektorovou kvantizaci spolu s optimalizací aktualizací mezi snímky. Byl vyvinut ke kompresi a dekompresi videí v rozlišení 320×240. Základním barevným prostorem je YUV 4:2:0 ale podporuje i 256-Grayscale a paletizovaný režim. Cinepak při kompresi rozdělí obraz do menších bloků 4×4 pixelu. Souřadnice všech těchto bloků jsou absolutní. Cinepak komprimuje adaptivně, bloky videa s menšími změnami se tak ukládají do knihy kódu V1 s velikostí 4×4 pixely. Části, kde je potřeba udržet detaily, se ukládají do knihy V4 ve velikosti 2×2 pixely. Snímek může být kódován buď pomocí 8 bitů na pixel, nebo 12 bitů na pixel. V režimu 12 bitů na pixel každý vektor kódové knihy obsahuje čtyři osmibitové hodnoty jasu
a dvě podvzorkované osmibitové chrominance hodnot. MacOS je jediný operační systém, kde musí být definovány i prázdné knihy kódů a to vždy v pořadí V4 → V1.
Cinepak má velmi malou dekódovací složitost, díky tomu je možné přehrávat videa i s procesory Motorola 68k v rozlišení 320 x 240 2175 kbits/s v 15 snímcích za sekundu. Sega CD obvykle používala ještě pomalejší CPU, u takto pomalých čipů už však měla videa tendenci vytvářet blokové artefakty při nízkých přenosových rychlostech, a to zejména u her s full-motion videem.

## Licence
Na začátku 90. let byl Cinepak díky své jednoduchosti standardem na poli video kodeků. FFmpeg aktuálně nabízí encoder i decoder pro Cinepak, který byl napsán Tomasem Härdinem v roce 2011 a je licencovaný pod LGPL.
| Seznam firem s licencí Cinepak |
| ------------------------------ |
| Apple Computer                 |
| Microsoft Corporation          |
| Creative Labs                  |
| The 3DO Company                |
| Atari Corporation              |
| Time Warner Intercative        |
| Cirrus Logic                   |
| Sega of America                |
| Computer Consoles Inc.         |
| NeXT                           |
| Weitek Corporation             |
| Western Digital                |